# Mars Climate Orbiter
Mars Climate Orbiter (MCO) — невдала місія НАСА по дослідженню марсіанського клімату, частина програми Mars Surveyor '98. MCO створювався як супутник-транслятор для посадкового апарата Mars Polar Lander, а після припинення функціонування останнього повинен був зайнятися вивченням марсіанського клімату. Але 23 вересня 1999 року через програмну помилку контакт із кораблем, що вже перебував в атмосфері, було втрачено. Причиною цього було те, що одна команда НАСА в розрахунках використовувала англійську систему мір (фути і ярди), а інша — метричні одиниці, як і було передбачено в контракті між НАСА і Lockheed. У результаті корабель ввійшов в атмосферу Марса занадто низько і розвалився.

## Завдання польоту
Основними науковими завданнями MCO було вивчення динаміки атмосфери Марса і зйомка його поверхні. Передбачалося зібрати дані по циркуляції пилу, водяної пари й озону в атмосфері Марса; поспостерігати сезонні зміни погоди на планеті протягом марсіанського року (687 земних діб). Серед інших завдань значилися дослідження полярних марсіанських шапок і пилових бур.

## Конструкція

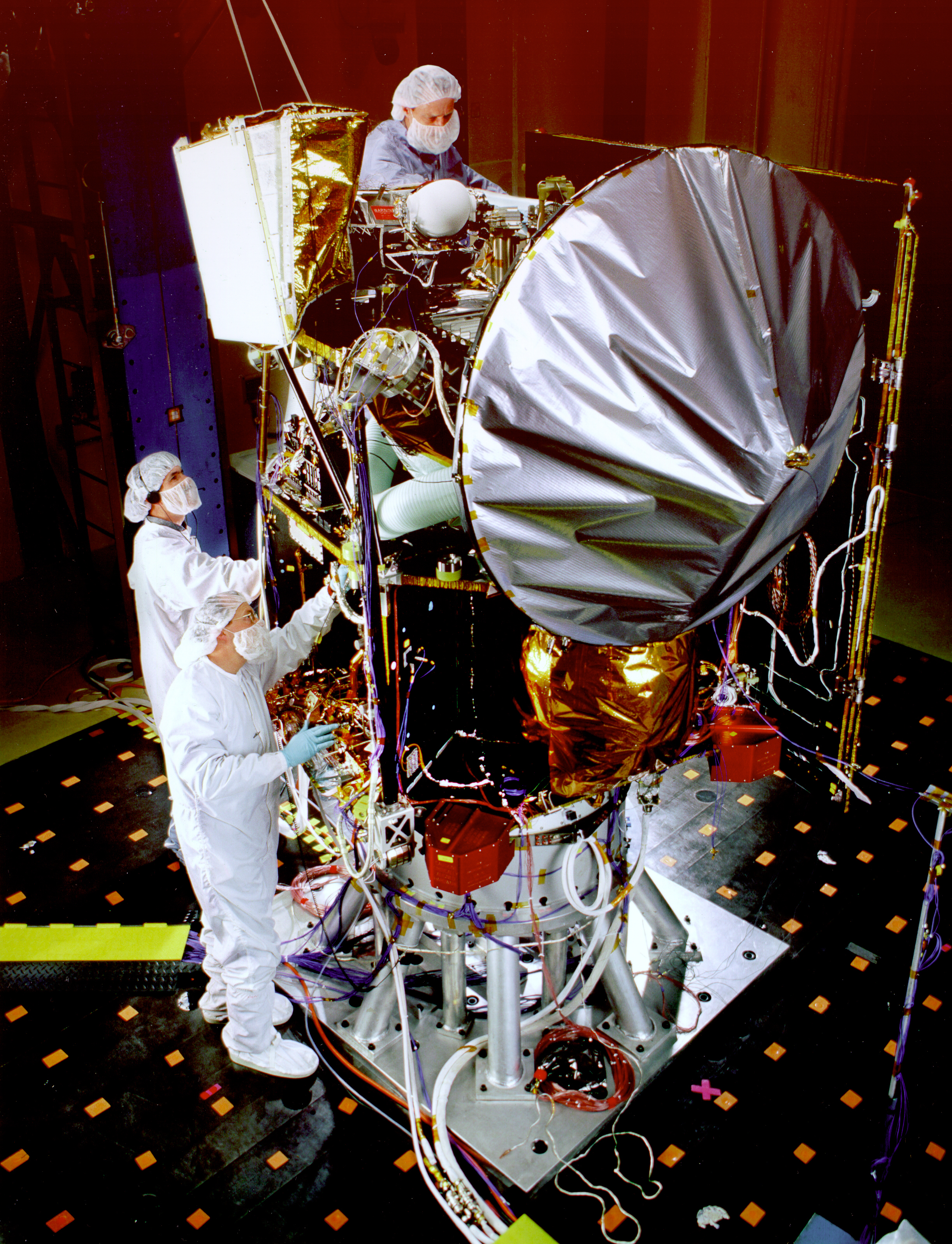
Mars Climate Orbiter на випробуваннях

Стартова маса MCO — 634 кг, у тому числі маса палива — 291 кг. Габаритні розміри шасі КА — 2,1 × 1,6 × 2,0 м; розмах розгорнутої сонячної батареї (СБ) — 5,5 м. До складу КА входили два відсіки — відсік ДУ, що являє собою зменшений відсік ДУ КА Mars Global Surveyor, і приладовий відсік. Головний гальмівний імпульс для виходу КА на орбіту навколо Марса видавав двокомпонентний РРД Leros тягою 640 ньютон (65 кгс), що працювала на гідразині й тетраоксиді азоту. Бортова система керування даними побудована на базі 32-розрядного процесора RAD 6000. Обсяг бортового твердотільного ЗУ — 128 Мбайт. Зв'язок із Землею здійснювався в Х-діапазоні через 1,3-метрову антену високого підсилення HGA, антену середнього посилення MGA. Додаткова 10-ватна УКХ-підсистема використовувалася для двостороннього зв'язку з MPL. Система енергоживлення була побудована на базі трисекційної орієнтованої панелі СБ з фотоелементами на арсеніді галію і германію площею 7,4 м² і акумуляторних батарей ємністю 16 А·год.

## Наукова апаратура
На борту апарата були встановлені два наукові прилади: радіометр PMIRR і блок кольорових цифрових камер MARCI.

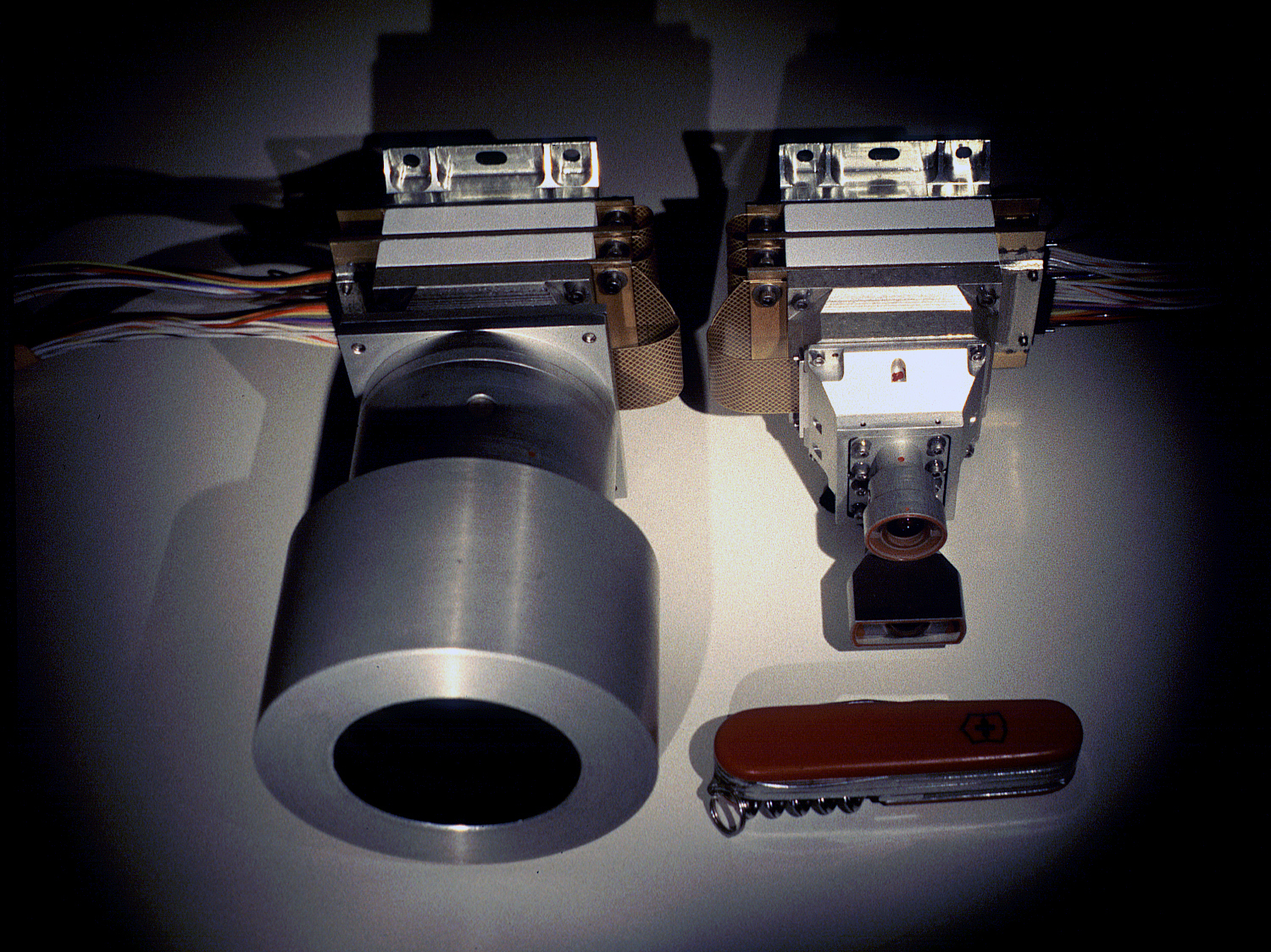
система формування зображення, призначена для отримання фотографії марсіанської поверхні і атмосфери

1. Багатоспектральний інфрачервоний радіометр PMIRR (Pressure Modulator Infrared Radiometer) призначений для зондування атмосфери Марса в видимому діапазоні і на довжинах хвиль 6—50 мкм. Для смуг води (6,7 мкм) і вуглекислого газу (15 мкм) передбачено особливо високу спектральну роздільну здатність, яке досягається за рахунок модуляції тиску (щільності) в кюветах, встановлених перед чотирма детекторами. Діапазон робочих висот сканування приладу — 0—80 км, роздільна здатність у вертикальній площині — 5 км. PMIRR розроблений у великій міжнародній кооперації вченими з США, Англії та Росії (ІКД РАН).
2. Комплект кольорових цифрових камер MARCI (Mars Color Imager) призначений для виконання глобальної зйомки поверхні в декількох спектральних діапазонах. Знімки використовувалися для створення щотижневих звітів про марсіанську погоду, а також для вивчення взаємодії атмосфери з поверхнею планети. MARCI складається з ширококутової камери WA (Wide Angle) і камери «середнього кута зору» MA (Medium Angle), причому перша призначена для оглядової зйомки стану атмосфери й поверхні, а друга — для відстеження змін на поверхні. Поле зору камери WA становить 140°. Камера може працювати в 7 спектральних діапазонах — 5 видимих і 2 ультрафіолетових. Очікувана просторова роздільна здатність для номінальної орієнтації КА і швидкості передачі даних на Землю — 7,2 км/пікс. Якщо дозволить швидкість каналу передачі даних, можливе отримання знімків кілометрової роздільності. Камера WA також дає можливість зйомки хмар і димки в атмосфері над краєм планети з роздільною здатністю 4 км. Для камери MA кут поля зору становить 6°. Камера «бачить» у 10 спектральних діапазонах (425—1000 нм). Роздільність у надирі при штатній орієнтації КА складе 40 м/пікс; розмір зони покриття поверхні — 40 км.

## Хронологія польоту і результати
Mars Climate Orbiter був запущений 11 грудня 1998 року на РН «Дельта-2». Апарат прибув до Марса через 9 місяців, 23 вересня 1999 року. MCO повинен був видати гальмівний імпульс і перейти на високоеліптичну орбіту з періодом 14 годин, а потім протягом двох місяців за допомогою ряду аеродинамічних маневрів у верхній атмосфері Марса довести орбіту до кругової. У розрахунковий час на висоті 193 км апарат включив двигуни на гальмування. Через 5 хвилин MCO пішов за Марс й більше жодних сигналів від нього не надходило.
З аналізу даних зі станцій стеження було встановлено, що апарат пройшов над поверхнею на висоті всього 57 км замість розрахункових 226 км і просто згорів в атмосфері. Настільки велике відхилення було викликано курйозною помилкою фахівців місії: під час розрахунків одна з груп використовувала англійські одиниці вимірювання (фунт-сила), а інша — метричні (ньютон).
Через два місяці під час посадки на Марс за невідомих обставин загинула станція Mars Polar Lander. Таким чином, програма Mars Surveyor '98 завершилася повною невдачею, а всі наступні плани з вивчення Марса були повністю переглянуті. Єдиним науковим результатом місії можна вважати знімок Марса, зроблений камерою MARCI 7 вересня 1998 року з відстані 4 500 000 км. Невдача згадується як одна з можливих причин повного переходу НАСА на метричну систему, оголошеного у 2007 році.

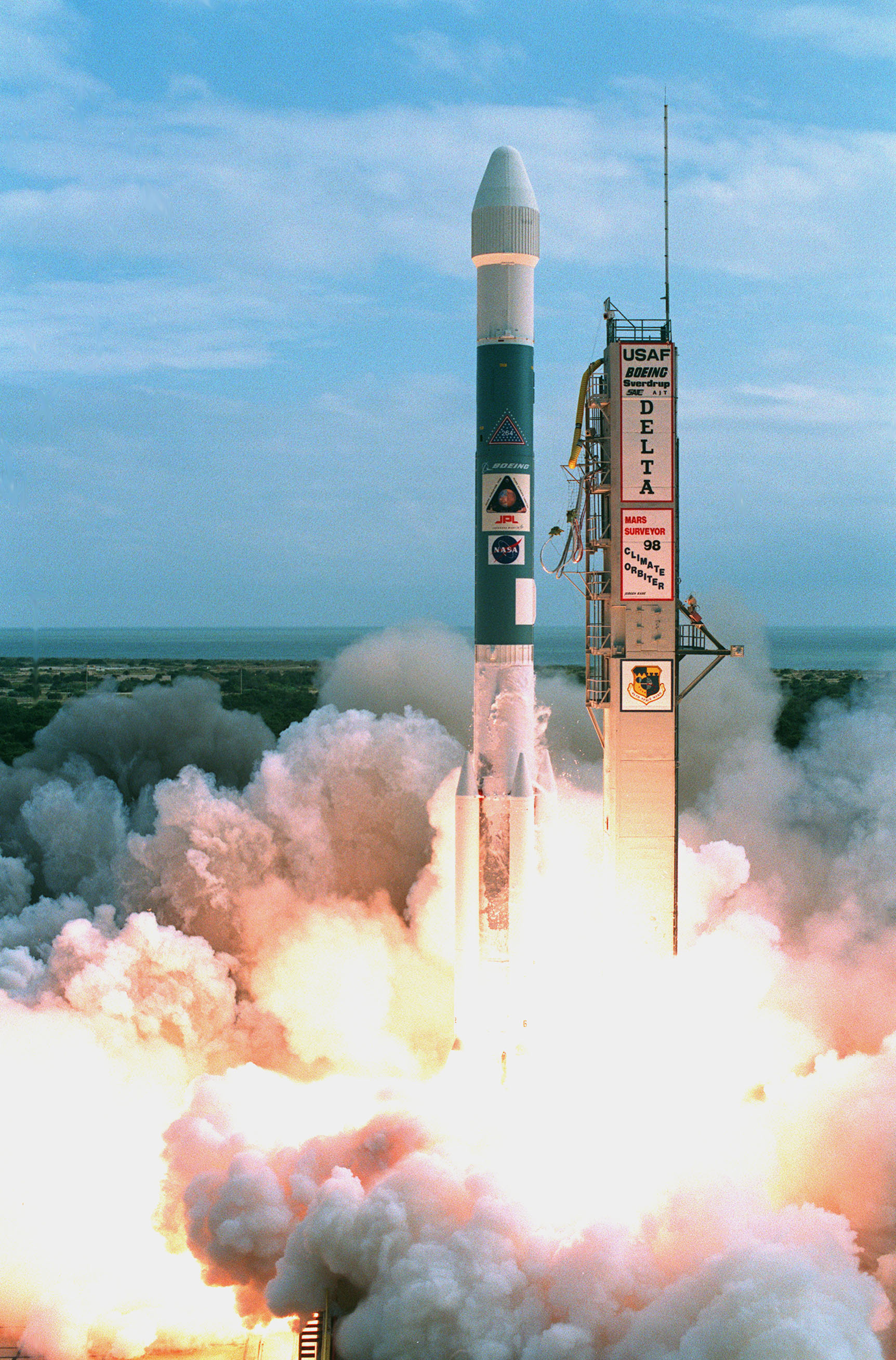
Запуск Mars Climate Orbiter НАСА на Delta II 7425 launch vehicle
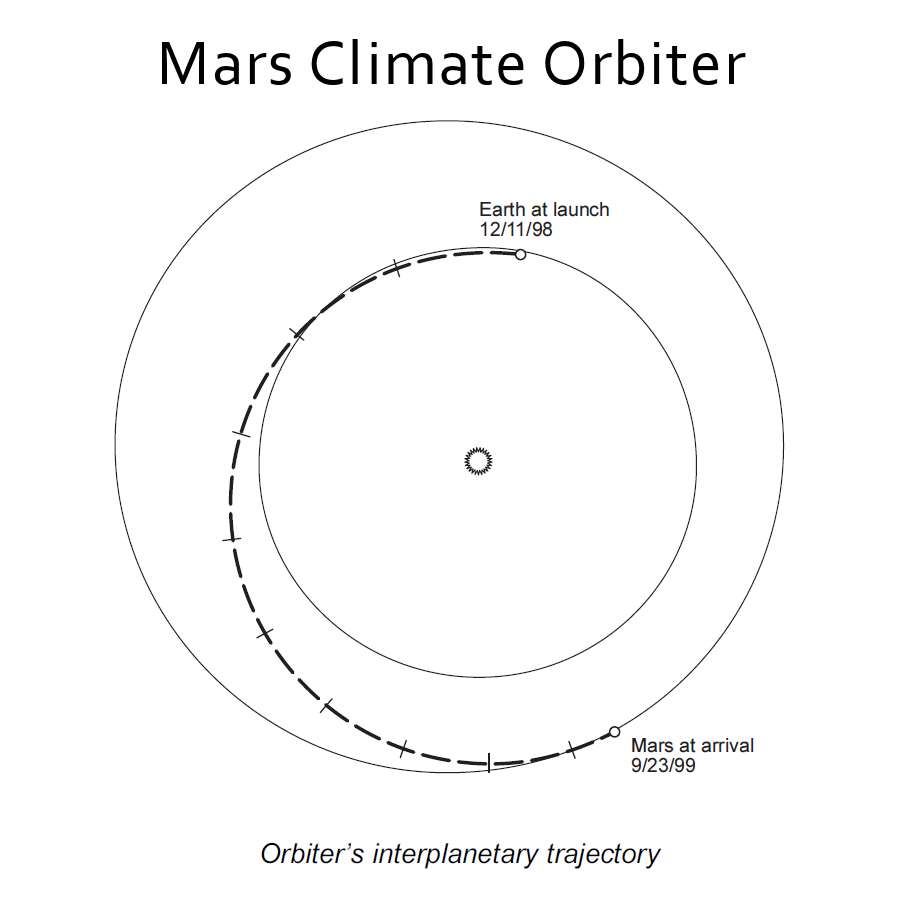
Міжпланетна траєкторія Mars Climate Orbiter
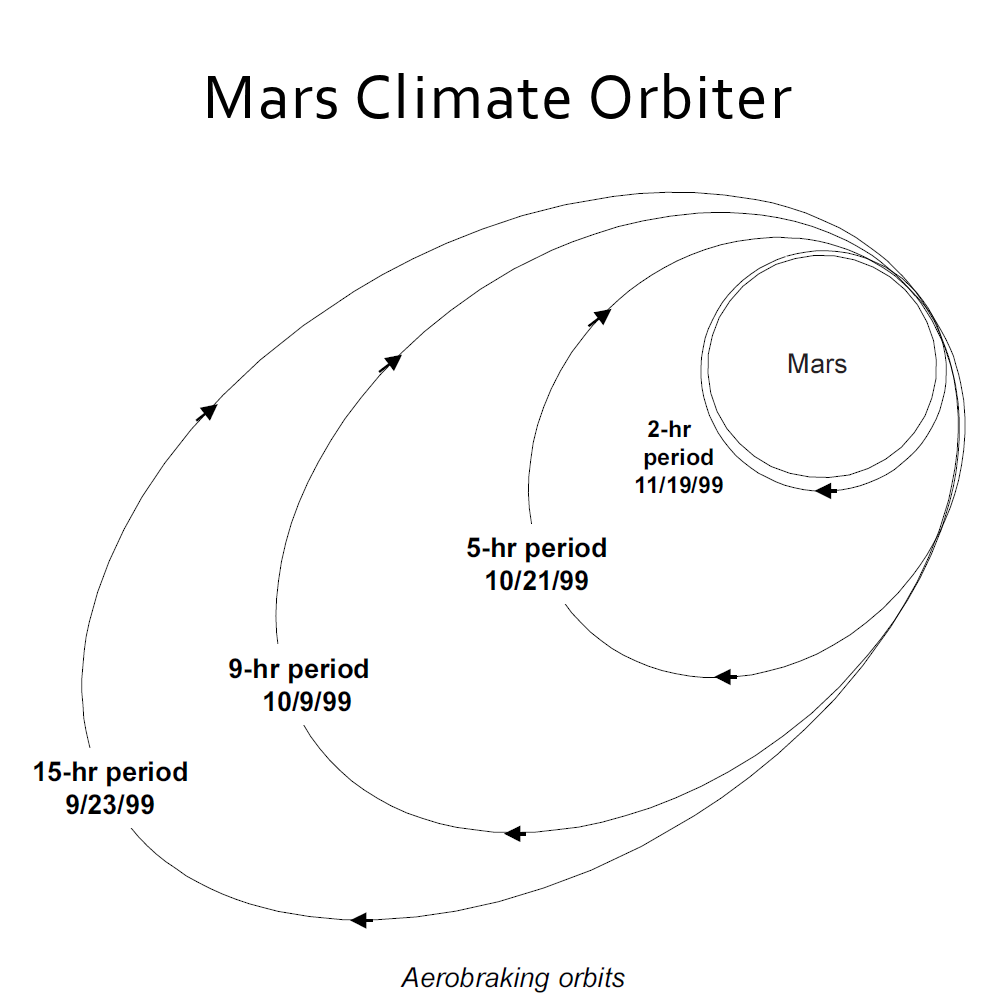
Аеродинамічне гальмування (процедура розміщення Mars Climate Orbiter на орбіті навколо Марса)